# DualSense

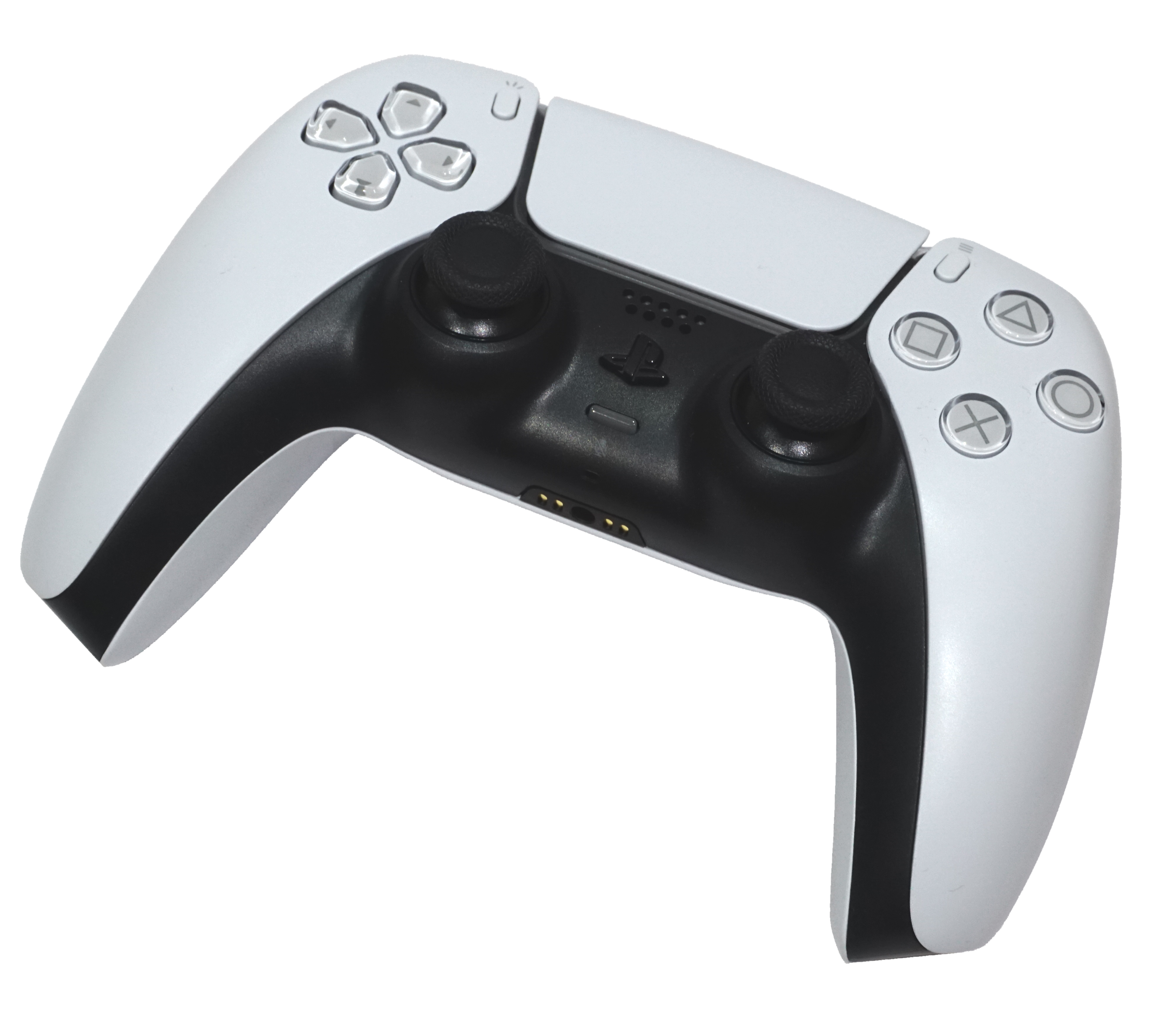
DualSense-Controller

DualSense ist der Name des Gamepads, welches sich im Lieferumfang der am 12. November 2020 erschienenen PlayStation 5 befindet. Die DualSense-Wireless-Controller sind Produkte der PlayStation-Marke, werden von Sony Interactive Entertainment vertrieben und sind eine Weiterentwicklung der bislang verwendeten DualShock-Serie. Der Controller, der kabellos über Bluetooth oder auch mittels USB-Kabel nutzbar ist, soll sich unter anderem durch adaptive Schultertasten und verbesserte Vibrationsmotoren auszeichnen, die für feinfühligeres haptisches Feedback sorgen. Erstmals angekündigt wurde der DualSense-Wireless-Controller am 7. April 2020 in einem Beitrag von Hideaki Nishino, Vice President Platform Planning & Management, auf dem offiziellen PlayStation Blog.

## Design

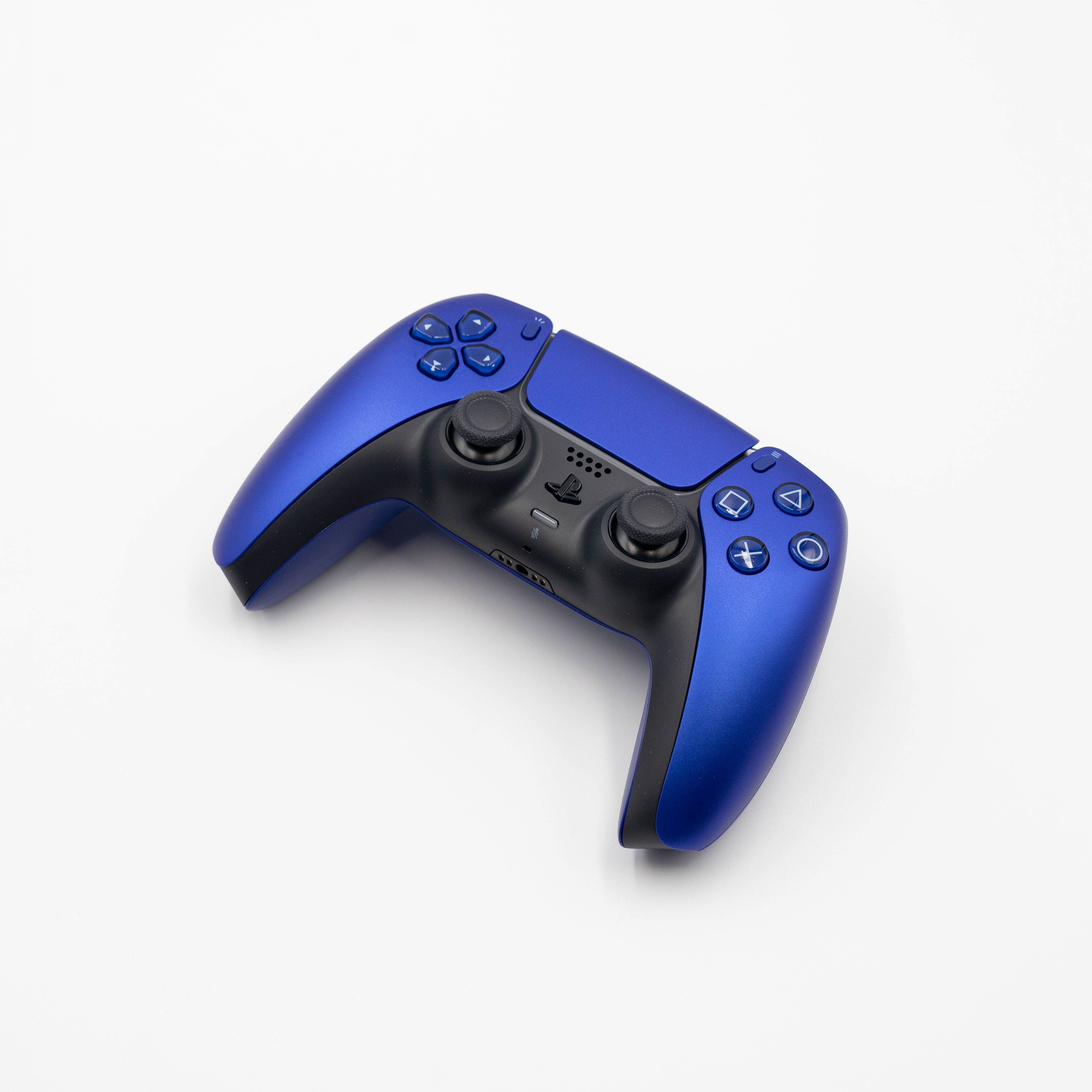
DualSense Wireless Controller Cobalt Blue

Der DualSense-Wireless-Controller unterscheidet sich optisch durch ein erstmals zweifarbiges Design in Schwarz und Weiß sowie einem ergonomisch gestaltetem, rundlicherem Gehäuse deutlich von den Modellen der DualShock-Serie. Es wurden beispielsweise die Griffe verbreitert, die nun auch eine konkave Form haben und die Winkel der Handtrigger genannten Schultertasten wurden geändert. Das neue Design wurde von zahlreichen Spielern mit unterschiedlichen Handgrößen getestet, um für eine möglichst breite Masse ein hohes Komfortniveau beim Spielen zu ermöglichen. Neben dem Design in Schwarz und Weiß, welches der PlayStation-5-Konsole beiliegt, ist der Controller auch weiteren Farbkombinationen wie Grey Camouflage, Galactic Purple, Nova Pink, Starlight Blue, Cosmic Red und Midnight Black erhältlich. Im September 2023 ist mit der sogenannten Deep Earth Collection ein Metallic-Farbsortiment mit den Bezeichnungen Volcanic Red, Cobalt Blue sowie Sterling Silver angekündigt worden. Mit der Chroma Collection sind am 7. November 2024 drei weitere Varianten erschienen, die in verschiedenen Farben changieren: Chroma Pearl zwischen den Farben Rosa und Creme, Chroma Indigo zwischen Blau und Violett und Chroma Teal zwischen unterschiedlichen Grüntönen.
Weitere Design-Änderungen

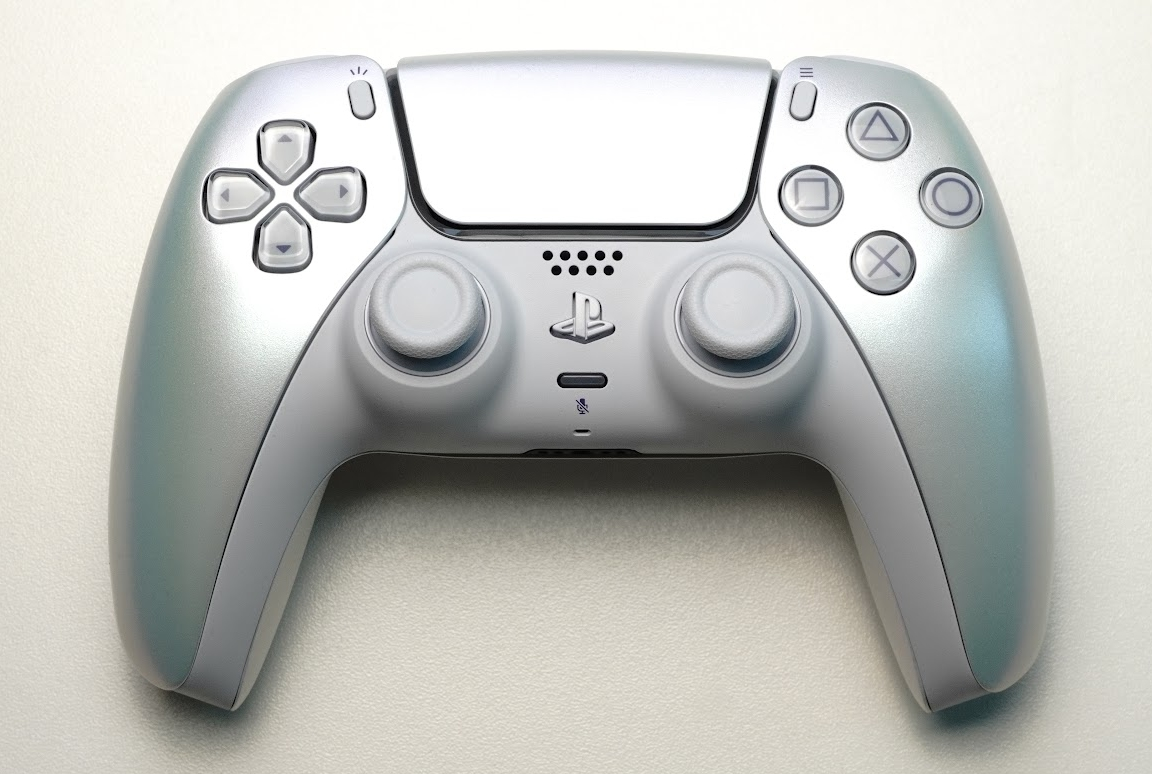
DualSense Controller Chroma Pearl

- Das Touchpad in der Mitte des Controllers ist größer und besitzt die Form eines Trapezes.
- Die Lichtleiste befindet sich nun nicht mehr an der Vorderseite, sondern links und rechts vom Touchpad.
- Eine Lichtleiste unter dem Touchpad zeigt anhand von weiß leuchtenden Punkten die Nummer des Verbunden Controllers an. (1 Punkt = Controller 1; 2 Punkte = Controller 2; etc.)
- Die vier Haupttasten, X- oder Kreuz-Button, Quadrat, Kreis und Dreieck sind nicht mehr farblich gekennzeichnet.
- Die PS-Taste auf der Oberseite hat die Form des PlayStation-Logos.

Limitierte Editionen

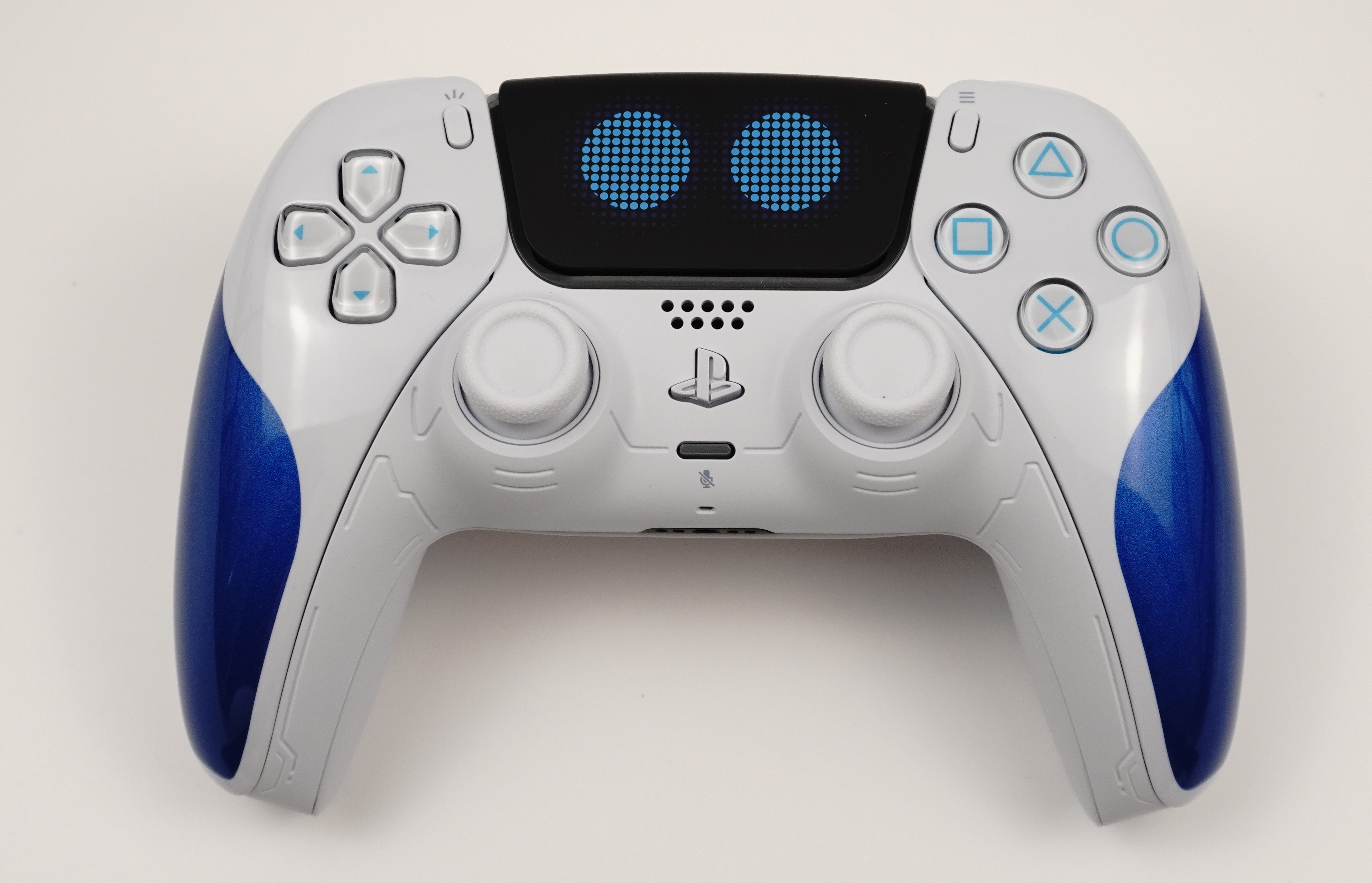
DualSense Wireless Controller Astro Bot-Edition

Vom DualSense-Controller sind bisher mehrere, teilweise limitierte Sondereditionen erschienen:
- God of War Ragnarök[7]

- Hogwarts Legacy (nur in den USA und Großbritannien)[8]

- LeBron James (nur in Deutschland und Österreich)[9]

- Final Fantasy XVI (nur in Japan)[10]

- Marvel’s Spider-Man 2[11]

- Astro Bot[12]

- Fortnite[13]

## Technik
Die DualSense-Wireless-Controller stellen technisch eine Weiterentwicklung des DualShock 4 dar.

### Verbesserte Komponenten
- Vibrations-Motoren:

Durch die Verwendung von neuen Vibrations-Motoren soll das haptisches Feedback deutlich verbessert werden und der Spieler eine größere Immersion erleben. Beispielsweise bei dem Gefühl, mit einem Auto durch Schlamm zu fahren.
- Adaptive Trigger:

Die Schultertasten R2 und L2 können so eingestellt werden, dass diese je nach Verwendungszweck einen unterschiedlichen Widerstand bieten und die benötigte Kraft für eine Aktion gespürt werden kann. Damit sollen sich zum Beispiel die Benutzung von Schusswaffen oder Pfeil und Bogen in einem Spiel „echter“ anfühlen.
- Lautsprecher:

Die in dem DualSense-Wireless-Controller eingebauten Lautsprecher sollen eine verbesserte Klangqualität besitzen.
- Akku:

Es ist ein größerer Akku verbaut, der das Gewicht des Controllers gegenüber dem DualShock 4 erhöht. Als Ladeanschluss kommt erstmals USB-C zum Einsatz.
- Touchpad:

Das Touchpad hat eine verbesserte Berührungsempfindlichkeit und es reagiert auf zwei Finger gleichzeitig.

### Neue Funktionen
- Mikrofon:

In dem Controller ist nun zusätzlich ein Mikrofon eingebaut. Damit ist es, zusammen mit dem vorhandenen Lautsprecher, möglich mit anderen Spielern online zu kommunizieren, ohne ein externes Headset zu nutzen. Ein Anschluss ist aber mittels Klinkenstecker weiterhin möglich und das eingebaute Mikrofon lässt sich stummschalten.
- Create-Button:

Der Share-Button des DualShock 4 wird durch einen Create-Button ersetzt, der zusätzliche Funktionalität zur Verfügung stellt. Über ein Menü kann die Tastenzuordnung zum Erstellen von Screenshots und Videoclips geändert sowie die Länge der Videoclips mit den letzten Spielhandlungen eingestellt und die Anzeige der Speicherbestätigung eines Screenshots auf dem Bildschirm abgeschaltet werden.

## DualSense Edge

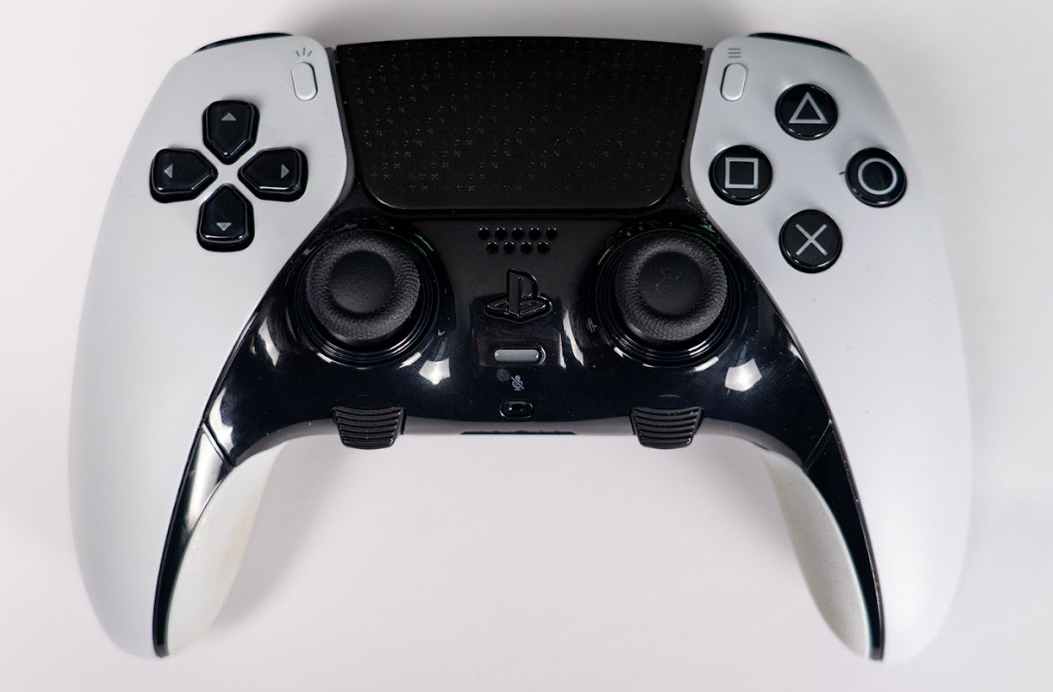
DualSense Edge Wireless-Controller

Bei dem DualSense Edge Wireless-Controller für PlayStation 5 handelt es sich um ein von den Benutzern individuell anpassbares Modell des DualSense, welches am 26. Januar 2023 weltweit erschien. Der sogenannte Pro-Controller, der ebenfalls kabellos über Bluetooth oder mittels USB-Kabel nutzbar ist, verfügt über eine verbesserte Haptik sowie eine Reihe zusätzlicher Funktionen und Tasten, mit denen sich verschiedene Steuerungsprofile erstellen lassen. Erstmals angekündigt wurde der DualSense Edge Wireless-Controller am 23. August 2022 in einem Beitrag von Hideaki Nishino, Vice President Platform Planning & Management, auf dem offiziellen PlayStation Blog.

### Funktionen
- Neu belegbare Tasten:

Das Steuerungslayout kann individuell angepasst und die neue Tastenkonfiguration in einem Spielerprofil abgespeichert werden.
- Schnellzugriff auf Profileinstellungen mittels Fn-Taste:

Mittels der neuen Fn-Taste wird ein Anpassungsmenü geöffnet, über das Einstellungen wie die Anpassung der Spiel- sowie Chat-Lautstärke oder der Wechsel von Steuerungsprofilen schnell auch während eines laufenden Spiels vorgenommen werden können.
- Anpassung der Trigger und Sticks:

Es lassen sich die Empfindlichkeit der Sticks sowie die Totzone der Sticks und Trigger anpassen. Dabei handelt es sich um den Bereich, der nach einer Bewegung in eine Richtung zurückgelegt wird, bevor die Eingabe registriert wird. Je größer eine Totzone ist, desto später wird eine Eingabe ausgeführt. Die Trigger-Distanz wird separat über je einen Wahlschalter am Gehäuse auf die Einstellungen kurz, mittel und lang festgelegt.
- Einstellung der Vibrationsintensität:

Die Stärke der Vibrationen für das haptisches Feedback lässt sich individuell einstellen.
- Austauschbare Rücktasten:

Der DualSense Edge verfügt gegenüber des DualSense-Controllers über zwei austauschbare Rücktasten, auch Backpaddles genannt, an der Unterseite.
- Austauschbare Stickklappen:

Die Kappen der Analog-Sticks in flacher oder konvexer Formgebung lassen sich austauschen. Entsprechende Stick-Kappen mit unterschiedlicher Höhe sind im Lieferumfang bereits enthalten.
- Auswechselbare Analog-Sticks:

Die beiden Analog-Sticks lassen sich aus dem Gehäuse ausbauen, um diese beispielsweise zu reinigen oder auszutauschen. Dazu wird der Verschluss des Gehäuseoberteils entriegelt und abgenommen.
- USB-Kabel mit Verriegelung:

Das Steckergehäuse des USB-Kabels wird zum Schutz gegen ein versehentliches Herausrutschen am Controller verriegelt.
- Transporttasche mit Ladefunktion:

Im Lieferumfang enthalten ist eine Transporttasche mit einer verschließbaren Öffnung, durch die das Ladekabel geführt wird. So lässt sich der DualSense Edge auch in der Tasche aufladen.